# شناقی سفلی
شناقی سفلی یک روستا در ایران است که در دهستان قوشخانه پایین واقع شده‌است.  براساس سر شماری سال 1395جمعیت روستای شناقی 212نفر می باشد .
مردم این روستا به زبان ترکی خراسانی سخن می‌گویند